# Trophy
Albums de Made Out of Babies
Coward
(2006)
Trophy est le premier album du groupe new-yorkais Made Out of Babies. Il est sorti en 2005 sur Neurot recordings.

## Liste des Morceaux
1. "Herculoid"
2. "Loosey Goosey"
3. "El Morgan"
4. "Ire Fire"
5. "Lullaby No.1"
6. "Gut Shoveler"
7. "Sugar"
8. "Lullaby No.2"
9. "Swarm"
10. "Pirate"
11. "Wounded Rhino"
12. "Out"

## Musiciens
- Matthew Egan – batterie
- Bunny – guitare
- Julie Christmas – chant
- Cooper – basse

### Musiciens additionnels
- Viva Stowell - basse sur "Loosey Goosey", "Gut Shoveler" et "Sugar"

## Composition
Tous les morceaux ont été écrits par Made Out of Babies